# Великі Сали
Великі Сали або Мец-Сала (вірм. Մեծ Սալա, Mec Sala) — село в М'ясниковському районі Ростовської області. Адміністративний центр Великосальського сільського поселення.
Населення — 3483 осіб (2010).

## Історія
Великі Сали були засновані у 1779 році вірменами, вигнаними з Криму за наказом Катерини II. Засновники Великих Салів переселилися з кримського села Сувук-Сала, також відомого просто як Сали.
За легендою про заснування Великих Сал вірмени – переселенці, які прибули на донську землю в 1779 році, місцем для поселення вибрали правий берег річки Тузлової, неподалік від Несвітая; у перші ж дні перебування на річці втопилася дівчинка; після чого вони перебралися до витоку маловодної річки Темерник – ближче до питних джерел.
Завдяки Антону Чехову, всесвітню популярність отримала чарівна Маріам Кундупян (Кирпиян), охрещену й повінчану в місцевій церкві. Юну мешканку села Великі Сали зробив великий письменник однієї з героїнь свого оповідання «Красуні».
Симон Врацян у своїй книзі «Дорогами життя» описує історію переселення вірмен Криму на Дон. Він зазначав, що село Великі Сали, серед інших сіл району, було найбагатше, найвеселіше й найкультурніше. Будинки побудовані з каменю, цегли і з товстих дощок, а дахи покриті покрівельним залізом або черепицею. Два дерев'яних мости через річку Темерник сполучали два квартали. На майдані села знаходилися: горілчана крамниця, Мелкон-ахаї перукарня, бакалія Микити, який «уміє кувати жаб» (хурбаха налох). Трохи осторонь перебували контора (збірний, тобто сільська рада) старости села — одомана. Ним був його дядько Микишка, у якого був один поліціянт Чолах Мартін і писар Іван. Поруч з мостом знаходилася кузня іншого Івана.
На початку XX століття на річці були побудовані два кам'яних аркових мости. Під час війни німці розбили їх, але залишилися підстави мостів.
У глибокій балці Темернички в достатку росла чорна бузина. У 1932-1933 роках річку за селом перекрили й утворили глибоке озеро до самого мосту. Тепер воно перетворилося на широке болото.

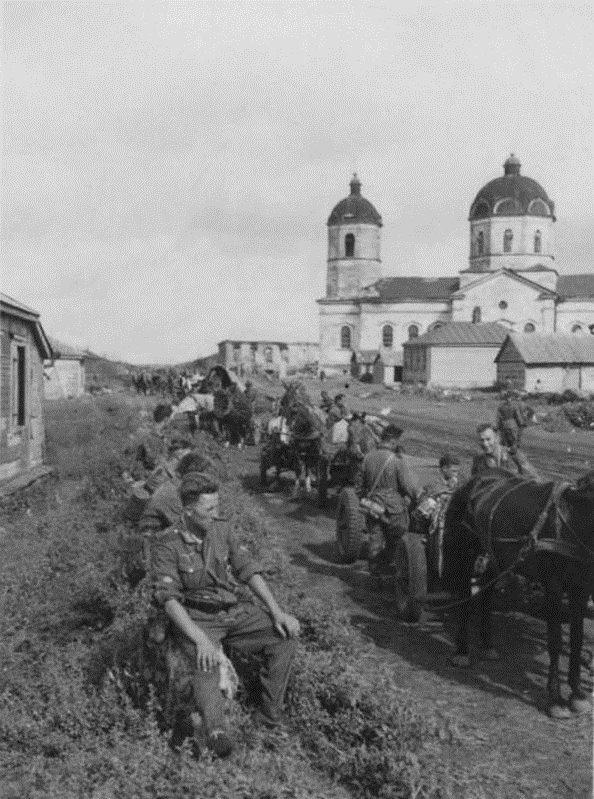
Німці в селі Великі Сали

### Відомі уродженці і жителі
- Врацян, Симон (при народженні Гурузян Симавон Хазаросович, 1882-1969) — вірменський державний діяч, четвертий прем'єр-міністр Республіки Вірменія (з 28 листопада по 2 грудня 1920 року).
- Зограбян, Усик (1871-1942) — архієпископ, громадський діяч, закінчив Лейпцизький університет у Німеччині, а також юридичний університет Московського університету. Викладав в Лазаревському інституті східних мов. Був керівником Новонахичеванського приходу і завучем парафіяльної школи в 1918-1920 роки.
- Луспекаєв Павло Борисович (1927-1970) — радянський кіноактор, Заслужений артист РРФСР (1965), Лауреат Державної премії Росії (1997), «Біле сонце пустелі», посмертно.
- Чапчахов, Лазар Сергійович (1911-1942) — учасник Великої Вітчизняної війни, Герой Радянського Союзу посмертно (21.07.1942).

### Церква

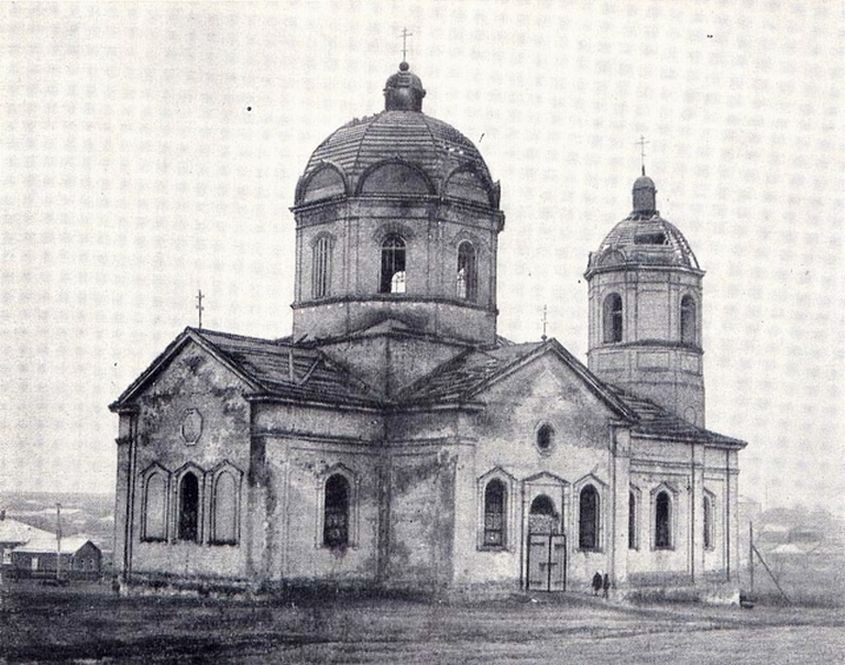
Великі Сали. Церква Сурб Аствацацин

В центрі села Великі Сали розташована церква Сурб Аствацацин (Пресвятої Богородиці). Храм був збудований у 1867 р. за проектом відомого архітектора Муратова. Цікава сама історія храму. Церква була побудована на кошти родини Чебонянов. Сюди приходив великий вірменський поет Аветік Ісаакян, який приїжджав до своєму однокашнику за Ечмиадзину, вчителю Нор-Аревяну.

## Пам'ятки

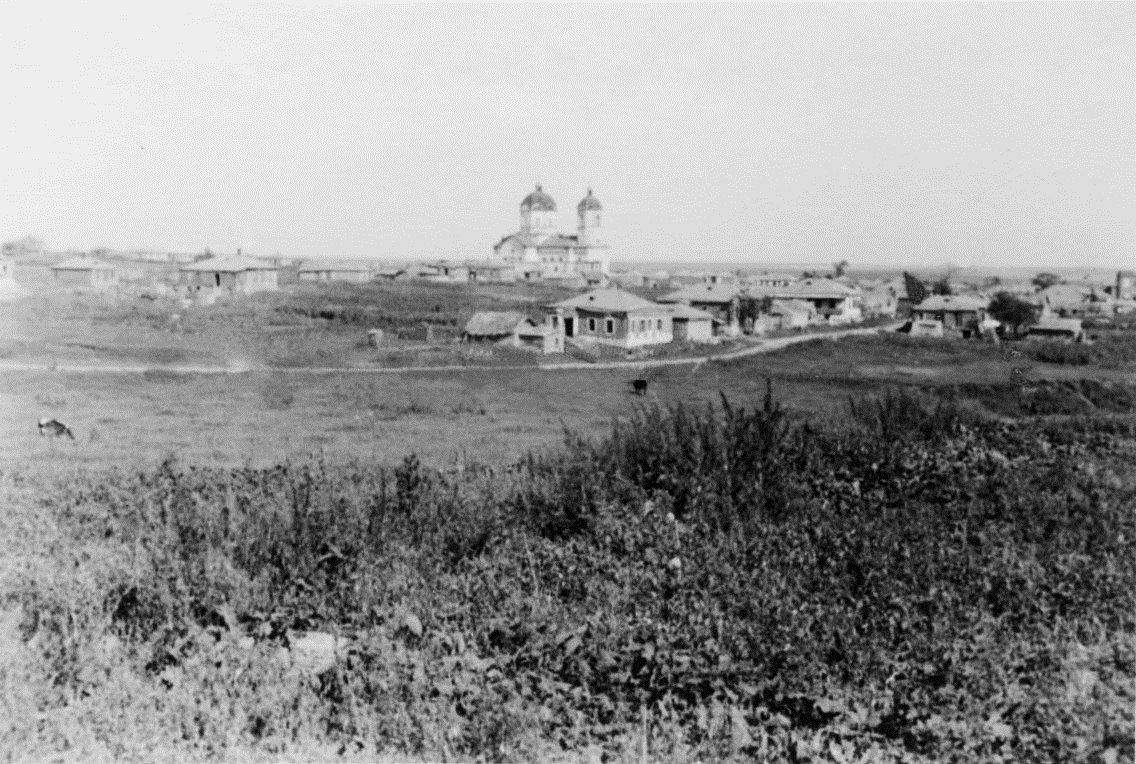
Вид на село Великі Сали

- Село Великі Сали освячено пам'яттю А. П. Чехова. У письменника є оповідання «Красуні». Це – розповідь-спогад про те, як гімназистом він їхав з дідусем з Великої Крепки в місто Ростов-на-Дону. По дорозі вони зупинилися погодувати коней у Великих Салах «у знайомого дідуся багатого вірменина». Після цієї поїздки з'явився розповідь про юну дівчину-вірменку, про її незвичайну красу.
- Діюча вірменська церква Пресвятої Богородиці (вірм. Սուրբ Աստվածածին, Сурб Аствацацин). Розташована в центрі села. Храм було збудовано у 1867 році за проектом відомого архітектора Муратова. Цікава сама історія храму. Церква була побудована на кошти родини Чебонянов. Сюди приходив великий вірменський поет Аветік Ісаакян, що приїжджав до своєму однокашнику за Ечміадзину, вчителю Нор-Аревяну. Героїня відомого оповідання А. П. Чехова “Красуні“ – Марта вінчалася в церкві, тут же хрестилися і вінчалися місцеві жителі. У 1950-ті роки церква була закрита. Служба в церкві відновилася в 1995 році.
- Пам'ятник Героям-артилеристам (на вулиці Леніна). Герої-артилеристи поховані в братській могилі в центрі села Великі Салы. Автори пам'ятника А. Х. Джлаухян і Р. Р. Шекер.
- Меморіальний комплекс батареї С. Оганова (2 км від села Великі Сали на кургані Бербер-Обидва).